# Lainsitz
De Lainsitz (Tsjechisch: Lužnice) is een rivier in Oostenrijk en Tsjechië. Het is een zijrivier van de Moldau met een lengte van 208 kilometer. De rivier stroomt de eerste 2 kilometer door Oostenrijk, vervolgens door Tsjechië, komt bij Joachimstal bij Sankt Martin weer in Oostenrijk en stroomt na Gmünd weer verder Tsjechië in.
Het gedeelte tussen Tábor en de monding leidt door een canyon-achtig dal, met wanden tot 50 meter hoogte. Ten noorden van Týn nad Vltavou komt de Lužnice uit in een stuwmeer van de Moldau.

## Zijrivieren
Zijriveren in Oostenrijk zijn de Braunau (Gmünd) en de Romau en in Tsjechië de Nežárka in Veselí nad Lužnicí.
- Nationale Bibliotheek van Tsjechië: ge137804
- Virtual International Authority File: 244742138